# 桐田穣
桐田 穣（きりた みのる、1968年5月20日 - ）は、RKB毎日放送の元アナウンサー。

## 来歴
宮城県仙台市出身。東北学院榴ケ岡高等学校、日本大学卒業。
熊本県民テレビのアナウンサーを務めた後、1998年にRKB毎日放送へ移籍した。2022年6月時点ではスポーツ事業担当部長を務めている。

## 担当番組

### テレビ番組
- スポーツ中継（熊本県民テレビ、RKB毎日放送）[1][3]
- ザ・プロ野球 福岡ソフトバンクホークス戦（RKB毎日放送）
- 探検!九州（RKB毎日放送）[2]
- 瞬感スポーツ（RKB毎日放送）[3]

### ラジオ番組
- RKBエキサイトナイター（RKBラジオ）[3]